# Pseudopallene spinipes
Pseudopallene spinipes là một loài nhện biển trong họ Callipallenidae. Loài này thuộc chi Pseudopallene. Pseudopallene spinipes được miêu tả năm 1780 voor het eerst wetenschappelijk bởi Fabricius.